# Дуба Пелєська
43°01′ пн. ш. 17°10′ сх. д. / 43.01° пн. ш. 17.16° сх. д.
Дуба Пелєська (хорв. Duba Pelješka) — населений пункт у Хорватії, у Дубровницько-Неретванській жупанії у складі громади Трпань.

## Населення
Населення за даними перепису 2011 року становило 44 осіб.
Динаміка чисельності населення поселення: